# 決勝焦點
是一部2015年由格勒恩·菲卡爾雅和約翰·雷戈雅編導的美國浪漫喜劇電影，威爾·史密斯、瑪歌·羅比及罗德里格·桑托罗主演。影片2015年2月26日在台灣率先上映，而美國則於隔天27日上檔。

## 劇情
超級竊賊尼基在某間高檔餐廳遇到新手竊賊潔絲引誘開房間，但潔絲的仙人跳計謀被尼基識破，之後潔絲找尼基拜師學藝，並隨著尼基團隊在紐奧良執行任務，兩人很快發展出情愫。
而後兩人去觀賞NFL比賽，尼基引導華裔賭客謝利元賭博，最終贏得大筆金錢後，尼基避免情感糾葛，於是跟潔絲拆夥；三年後，尼基在阿根廷協助賽車隊老闆蓋瑞加處理燃料算法。
為擊倒澳洲商人麥克溫的車隊，蓋瑞加要尼基去販售假造的燃料算法；在某夜派對尼基遇到潔絲和蓋瑞加親近，意外製造機會讓麥克溫信任，之後尼基將正牌燃料算法賣給其他車隊。
當尼基與潔絲復合後準備返回美國卻被蓋瑞加抓住逼迫尼基供出陰謀，接著蓋瑞加手下歐文斯槍擊尼基使蓋瑞加離去，然而歐文斯是尼基之父在蓋瑞加身邊臥底，最終他們成功脫險。。

## 演員
| 角色        | 演員            |
| 尼基·吉翁   | 威爾·史密斯     |
| 杰斯·芭蕾特 | 瑪歌·羅比       |
| 格雷格      | 罗德里格·桑托罗 |
| 布基·吉翁   | 傑拉德·麥雷尼   |
| 謝力源      | 黃榮亮          |
| 麥伊雲      | 羅伯特·泰勒     |
| 積特        | 多明·福沙       |
| 霍斯特      | 布倫南·布朗     |
| 加雷特      | 葛里夫·佛斯特   |
| 法赫        | 阿迪安·馬天尼茲 |
| 狗          | 艾費特·巴米斯   |

## 製作
該片在2013年9月14日於美國新奧爾良進行拍攝，其後在2013年11月19日，轉在布宜诺斯艾利斯拍攝為期3星期。最後拍攝於阿根廷為12月10日。2013年12月17日於紐約市進行殺青。。

## 評價
爛蕃茄新鲜度56%，而Metacritic評分為56分，美國影院評分網，由A+至F級評分，評分為B級。
印度免費日報評論為「聰明和有智慧，可惜是膚淺的。」
香港方面，《蘋果日報》撰文仰止，則評論為「這個類型需要的東西都有齊了，單看男女主角和場景的漂亮迷人，資本主義社會好像仍保持煙花之爆裂。就夠你樂得不亦樂乎。只是，我們已經明白這些騙子早已被專搞金融投資人取代了；或者被各國各地的政府要員取代了！」

## 票房
全球達至1.587億美元。

## 家用媒體
該片藍光光碟和數碼多功能影音光碟在2015年6月2日於美國推出，香港方面則在2015年7月4日推出。

## 外部連結
- Focus - WarnerBros.com - Movies
- Focus – Official Movie Site – Only At Cinemas
- Focus – Official Movie Site – Trailer, Film Synopsis – In theaters February 27, 2015
- 互联网电影数据库（IMDb）上《Focus》的资料（英文）
- 爛番茄上《Focus》的資料（英文）
- Box Office Mojo上《Focus》的資料（英文）
- Metacritic上《Focus》的資料（英文）
- AllMovie上《Focus》的资料（英文）